# Newton Ben Katanha
Newton Ben Katanha (ur. 3 lutego 1983 w Seke) – piłkarz pochodzący z Zimbabwe, grający na pozycji napastnika. W reprezentacji Zimbabwe zadebiutował w 2004 roku. Dotychczas rozegrał w niej trzy mecze. (stan na 16.12.2011)